# 尼各马可伦理学
《尼各马可伦理学》（/nɪˌkoʊmæˈkiːən/）是古希腊哲学家亚里士多德的哲学著作，共十卷，为亚里士多德最重要的著作之一，被认为是亚里士多德本人在吕刻昂学院中的讲座笔记，因其父或其子尼各馬可（兩者姓名皆為Nicomacheus）而命名。

## 背景
《尼各马克伦理学》在很多方面都对应亚里士多德的另一本著作《欧德谟伦理学》，后者仅有八卷，其中三卷与《尼》的内容有重叠。这或许是因为《尼》在流传过程中有三卷丢失了，所以不得不用《欧》中的内容替代。关于这两本伦理学作品的先后顺序尚有争议。也有人认为这两本著作本身不是亚里士多德自己编撰的，而是后人将他的零散文章拼凑成了两部成体系的作品。
关于此书的著成日期还未有定论，有人依据书中有关第三次神圣战争的描写认为它的著成日期大致可以追溯到公元前353年。根据戴维·罗斯的说法，此书可能是亚里士多德生命最后阶段的作品，所以它的写成时间大约为公元前335年至公元前322年。

## 缩写
《尼各马克伦理学（Nicomachean Ethics）》通常缩写为“NE”或“EN”。通常情况下，卷和章节分别用罗马数字和阿拉伯数字以及相应的贝克尔页码表示。 例如，“NE II.2, 1103b1”是指“ 尼各马克伦理学，第二卷，第二章，贝克尔页码1103，贝克尔列b, 行1”。

## 概述
亚里士多德是第一位撰写伦理学文章的哲学家。他认为对伦理学和政治学的研究，通过讨论什么是美，什么是公正，我们才能将人类生活的粗略经验转化为共识，并达成对生活本身的更好理解。  
于是，亚里士多德从人类的最高利益，也就是所谓“eudaimonia”开始了他的研究。“eudaimonia”是一个希腊词语，其意涵大致是“心理方面的蓬勃发展”。亚里士多德认为，最好的人也是最善于生活的人，他应当是最快乐的，但在某方面而言也是“严肃”的。他还认为，人的德行还应当包含思考和演讲（逻各斯）的才能。
由此出发，亚里士多德开始了他对伦理学含义的探讨。亚里士多德的伦理学是关于原因的探索：是什么造就了一个有德行的人，是什么帮助我们达成幸福，他希望找出这背后的因素。亚里士多德描述了实现德行所必须的步骤：首先，人应当正直，正直是一种可被培养的习惯。其次，正直反过来又能够帮助我们稳固性格，帮助我们获得其它的德行，从而达成“eudaimonia”。亚里士多德并没有将品格等同于习惯，因为品格涉及有意识的选择，它与习惯不同。不过，良好的习惯仍是良好品格的先决条件。
随后，亚里士多德给出了一些具体的例子，他考察了那些人们认为值得赞赏的具体行为。接着，他描述了最高类型的赞美，也即对应最高的德行，这个德行本身就包含了所有其它的德行。这种最高德行不仅仅是良好的美德，它也是一种智慧。他所说的四种包含了其它所有美德的德行是：
- 谦逊 - 第四卷1123b [7]
- 判断的公正 - 第五卷1129b [8]
- 执行的公正 - 第六卷1144b [9]
- 朋友关系的真挚 - 第八卷1157a [10]

我们可以从这种道德图景中清晰的分辨出各德行的结构，它们都位于一个最高的德行之下，而即使是“勇气”这种德行似乎也需要“智识”的辅助。这是亚里士多德在《尼各马克伦理学》中选择与苏格拉底讨论的东西，我们也能从柏拉图笔下的苏格拉底身上看到这种倾向。 亚里士多德与柏拉图的工作方式不同，他从一个受过良好教育的人应当会认同的东西开始他的讨论。在本书第七卷，亚里士多德最终得出结论，人类的最高德行是无法实践的，它是一种对智慧的沉思。但他认为达成这一最终德行仍需先达成所有先前的德行，或者说是“道德品格”。
在亚里士多德的笔下，达成人类最高善的方法既涉及实践，也涉及理论，这两种方式缺一不可，而这也是自苏格拉底和柏拉图以来的传统——与前苏格拉底哲学相反。正如Burger (2008)指出的那样 (p. 212）：“伦理学并没有在其顶峰结束，止步于完美的理论；相反，它接着走上了实践的探索，因为对于德行，仅仅有理解还不够，我们还要学会使用。”根据 Burger 的说法，当人们读完这本著作，那些保持哲学思考的读者就能理解到，“他们所寻求的正是他们正在做的事”。 （p 215)

## 中译本
中国大陆：
- 《尼各马科伦理学》，苗力田译，中国社会科学出版社，1990年，中国人民大学出版社，2003年；
- 《尼各马可伦理学》，廖申白译，商务印书馆 2003年。

台灣：
- 《尼各馬科倫理學》，高思謙譯，台灣商務印書館，2009年，
- 《尼各马科伦理学》，廖申白译，商务印书馆 2017年。

## 參看
- 倫理學
- 亞里士多德
- 哲學